# Skilanglauf-Eastern-Europe-Cup 2021/22
Der Skilanglauf-Eastern-Europe-Cup 2021/22 war eine von der FIS organisierte Wettkampfserie, die zum Unterbau des Skilanglauf-Weltcups 2021/22 gehörte. Sie begann am 13. November 2021 in Schtschutschinsk und endete am 27. Februar 2022 in Tjumen. Es fanden insgesamt 18 Rennen an sechs Orten statt. Die Gesamtwertung der Männer gewann Ilja Poroschkin und bei den Frauen war Jekaterina Smirnowa erfolgreich.

## Männer

### Resultate
| 1. Eastern-Europe-Cup in Schtschutschinsk, 13. bis 15. November 2021 | 1. Eastern-Europe-Cup in Schtschutschinsk, 13. bis 15. November 2021 | 1. Eastern-Europe-Cup in Schtschutschinsk, 13. bis 15. November 2021 | 1. Eastern-Europe-Cup in Schtschutschinsk, 13. bis 15. November 2021 | 1. Eastern-Europe-Cup in Schtschutschinsk, 13. bis 15. November 2021 |
| -------------------------------------------------------------------- | -------------------------------------------------------------------- | -------------------------------------------------------------------- | -------------------------------------------------------------------- | -------------------------------------------------------------------- |
| Datum                                                                | Disziplin                                                            | Erster Platz                                                         | Zweiter Platz                                                        | Dritter Platz                                                        |
| 13. November 2021                                                    | Sprint klassisch                                                     | Andrei Kusnezow                                                      | Andrei Parfjonow                                                     | Andrei Krasnow                                                       |
| 14. November 2021                                                    | 10 km klassisch                                                      | Andrei Kusnezow                                                      | Sergei Wolkow                                                        | Andrei Krasnow                                                       |
| 15. November 2021                                                    | 15 km Freistil                                                       | Sergei Wolkow                                                        | Andrei Krasnow                                                       | Andrei Kusnezow                                                      |

| 2. Eastern-Europe-Cup in Werschina Tjoi, 27. November bis 1. Dezember 2021 | 2. Eastern-Europe-Cup in Werschina Tjoi, 27. November bis 1. Dezember 2021 | 2. Eastern-Europe-Cup in Werschina Tjoi, 27. November bis 1. Dezember 2021 | 2. Eastern-Europe-Cup in Werschina Tjoi, 27. November bis 1. Dezember 2021 | 2. Eastern-Europe-Cup in Werschina Tjoi, 27. November bis 1. Dezember 2021 |
| -------------------------------------------------------------------------- | -------------------------------------------------------------------------- | -------------------------------------------------------------------------- | -------------------------------------------------------------------------- | -------------------------------------------------------------------------- |
| Datum                                                                      | Disziplin                                                                  | Erster Platz                                                               | Zweiter Platz                                                              | Dritter Platz                                                              |
| 27. November 2021                                                          | Sprint klassisch                                                           | Andrei Kusnezow                                                            | Wladislaw Wetschkanow                                                      | Alexei Wizenko                                                             |
| 28. November 2021                                                          | 15 km Freistil                                                             | Ilja Poroschkin                                                            | Alexander Iwschin                                                          | Kirill Kiliwnjuk                                                           |
| 30. November 2021                                                          | Sprint Freistil                                                            | Fjodor Nasarow                                                             | Iwan Besmaternych                                                          | Ilja Poroschkin                                                            |
| 1. Dezember 2021                                                           | 15 km klassisch                                                            | Ilja Poroschkin                                                            | Wladimir Frolow                                                            | Alexander Iwschin                                                          |

| 3. Eastern-Europe-Cup in Kirowo-Tschepezk, 18. bis 21. Dezember 2021 | 3. Eastern-Europe-Cup in Kirowo-Tschepezk, 18. bis 21. Dezember 2021 | 3. Eastern-Europe-Cup in Kirowo-Tschepezk, 18. bis 21. Dezember 2021 | 3. Eastern-Europe-Cup in Kirowo-Tschepezk, 18. bis 21. Dezember 2021 | 3. Eastern-Europe-Cup in Kirowo-Tschepezk, 18. bis 21. Dezember 2021 |
| -------------------------------------------------------------------- | -------------------------------------------------------------------- | -------------------------------------------------------------------- | -------------------------------------------------------------------- | -------------------------------------------------------------------- |
| Datum                                                                | Disziplin                                                            | Erster Platz                                                         | Zweiter Platz                                                        | Dritter Platz                                                        |
| 18. Dezember 2021                                                    | Sprint Freistil                                                      | Sergei Ardaschew                                                     | Sergei Wolkow                                                        | Andrei Parfjonow                                                     |
| 19. Dezember 2021                                                    | 15 km Freistil                                                       | Andrei Larkow                                                        | Ilja Poroschkin                                                      | Artjom Nikolajew Sergei Wolkow                                       |
| 21. Dezember 2021                                                    | 30 km klassisch                                                      | Andrei Larkow                                                        | Ilja Poroschkin                                                      | Alexei Wizenko                                                       |

| 4. Eastern-Europe-Cup in Minsk-Raubitschy, 4. bis 7. Januar 2022 | 4. Eastern-Europe-Cup in Minsk-Raubitschy, 4. bis 7. Januar 2022 | 4. Eastern-Europe-Cup in Minsk-Raubitschy, 4. bis 7. Januar 2022 | 4. Eastern-Europe-Cup in Minsk-Raubitschy, 4. bis 7. Januar 2022 | 4. Eastern-Europe-Cup in Minsk-Raubitschy, 4. bis 7. Januar 2022 |
| ---------------------------------------------------------------- | ---------------------------------------------------------------- | ---------------------------------------------------------------- | ---------------------------------------------------------------- | ---------------------------------------------------------------- |
| Datum                                                            | Disziplin                                                        | Erster Platz                                                     | Zweiter Platz                                                    | Dritter Platz                                                    |
| 4. Januar 2022                                                   | Sprint Freistil                                                  | Sergei Ardaschew                                                 | Fjodor Nasarow                                                   | Andrei Larkow                                                    |
| 5. Januar 2022                                                   | 10 km klassisch                                                  | Ilja Poroschkin                                                  | Andrei Larkow                                                    | Sergei Ardaschew                                                 |
| 7. Januar 2022                                                   | 30 km Freistil Massenstart                                       | Andrei Larkow                                                    | Artjom Nikolajew                                                 | Wladislaw Wetschkanow                                            |

| 5. Eastern-Europe-Cup in Krasnogorsk, 11. bis 13. Februar 2022 | 5. Eastern-Europe-Cup in Krasnogorsk, 11. bis 13. Februar 2022 | 5. Eastern-Europe-Cup in Krasnogorsk, 11. bis 13. Februar 2022 | 5. Eastern-Europe-Cup in Krasnogorsk, 11. bis 13. Februar 2022 | 5. Eastern-Europe-Cup in Krasnogorsk, 11. bis 13. Februar 2022 |
| -------------------------------------------------------------- | -------------------------------------------------------------- | -------------------------------------------------------------- | -------------------------------------------------------------- | -------------------------------------------------------------- |
| Datum                                                          | Disziplin                                                      | Erster Platz                                                   | Zweiter Platz                                                  | Dritter Platz                                                  |
| 11. Februar 2022                                               | 15 km Freistil                                                 | Ilja Poroschkin                                                | Alexei Wizenko                                                 | Andrei Kusnezow                                                |
| 13. Februar 2022                                               | Sprint klassisch                                               | Alexei Wizenko                                                 | Andrei Parfjonow                                               | Andrei Kusnezow                                                |

| 6. Eastern-Europe-Cup in Tjumen, 23. bis 27. Februar 2022 | 6. Eastern-Europe-Cup in Tjumen, 23. bis 27. Februar 2022 | 6. Eastern-Europe-Cup in Tjumen, 23. bis 27. Februar 2022 | 6. Eastern-Europe-Cup in Tjumen, 23. bis 27. Februar 2022 | 6. Eastern-Europe-Cup in Tjumen, 23. bis 27. Februar 2022 |
| --------------------------------------------------------- | --------------------------------------------------------- | --------------------------------------------------------- | --------------------------------------------------------- | --------------------------------------------------------- |
| Datum                                                     | Disziplin                                                 | Erster Platz                                              | Zweiter Platz                                             | Dritter Platz                                             |
| 23. Februar 2022                                          | 15 km Freistil                                            | Alexei Wizenko                                            | Anton Timaschow                                           | Alexei Schemjakin                                         |
| 24. Februar 2022                                          | Sprint klassisch                                          | Andrei Parfjonow                                          | Jermil Wokujew                                            | Anton Timaschow                                           |
| 27. Februar 2022                                          | 30 km Skiathlon                                           | Anton Timaschow                                           | Alexei Schemjakin                                         | Alexander Grebenko                                        |

### Gesamtwertung Männer
| Rang | Name                  | Punkte |
| ---- | --------------------- | ------ |
| 1.   | Ilja Poroschkin       | 847    |
| 2.   | Alexei Wizenko        | 757    |
| 3.   | Andrei Kusnezow       | 714    |
| 4.   | Wladislaw Wetschkanow | 663    |
| 5.   | Andrei Parfjonow      | 619    |
| 6.   | Andrei Larkow         | 490    |
| 7.   | Andrei Krasnow        | 400    |
| 8.   | Sergei Ardaschew      | 372    |
| 9.   | Sergei Wolkow         | 369    |
| 10.  | Stanislaw Wolschenzew | 338    |

| Rang | Name               | Punkte |
| ---- | ------------------ | ------ |
| 11.  | Fjodor Nasarow     | 324    |
| 12.  | Artjom Nikolajew   | 292    |
| 13.  | Wladimir Frolow    | 254    |
| 14.  | Anton Timaschow    | 240    |
| 15.  | Maxim Zubzow       | 221    |
| 16.  | Andrei Sobakarew   | 214    |
| 17.  | Alexander Iwschin  | 140    |
| 17.  | Alexei Schemjakin  | 140    |
| 19.  | Aljaksandr Woranau | 131    |
| 20.  | Jewgeni Below      | 124    |

| Rang | Name                | Punkte |
| ---- | ------------------- | ------ |
| 21.  | Iwan Besmaternych   | 120    |
| 21.  | Andrei Feller       | 120    |
| 23.  | Jermil Wokujew      | 112    |
| 24.  | Kirill Kiliwnjuk    | 109    |
| 25.  | Jewgeni Semjaschkin | 101    |
| 26.  | Jewgeni Welitschko  | 97     |
| 27.  | Dmitri Schul        | 96     |
| 27.  | Nail Baschmakow     | 96     |
| 27.  | Wladislaw Kowaljow  | 96     |
| 30.  | Dmitri Kondraschow  | 93     |

## Frauen

### Resultate
| 1. Eastern-Europe-Cup in Schtschutschinsk, 13. bis 15. November 2021 | 1. Eastern-Europe-Cup in Schtschutschinsk, 13. bis 15. November 2021 | 1. Eastern-Europe-Cup in Schtschutschinsk, 13. bis 15. November 2021 | 1. Eastern-Europe-Cup in Schtschutschinsk, 13. bis 15. November 2021 | 1. Eastern-Europe-Cup in Schtschutschinsk, 13. bis 15. November 2021 |
| -------------------------------------------------------------------- | -------------------------------------------------------------------- | -------------------------------------------------------------------- | -------------------------------------------------------------------- | -------------------------------------------------------------------- |
| Datum                                                                | Disziplin                                                            | Erster Platz                                                         | Zweiter Platz                                                        | Dritter Platz                                                        |
| 13. November 2021                                                    | Sprint klassisch                                                     | Natalija Mekrjukowa                                                  | Darja Rogosina                                                       | Jekaterina Smirnowa                                                  |
| 14. November 2021                                                    | 5 km klassisch                                                       | Natalija Mekrjukowa                                                  | Jekaterina Smirnowa                                                  | Xenija Schalygina                                                    |
| 15. November 2021                                                    | 10 km Freistil                                                       | Jekaterina Smirnowa                                                  | Xenija Schalygina                                                    | Natalija Mekrjukowa                                                  |

| 2. Eastern-Europe-Cup in Werschina Tjoi, 27. November bis 1. Dezember 2021 | 2. Eastern-Europe-Cup in Werschina Tjoi, 27. November bis 1. Dezember 2021 | 2. Eastern-Europe-Cup in Werschina Tjoi, 27. November bis 1. Dezember 2021 | 2. Eastern-Europe-Cup in Werschina Tjoi, 27. November bis 1. Dezember 2021 | 2. Eastern-Europe-Cup in Werschina Tjoi, 27. November bis 1. Dezember 2021 |
| -------------------------------------------------------------------------- | -------------------------------------------------------------------------- | -------------------------------------------------------------------------- | -------------------------------------------------------------------------- | -------------------------------------------------------------------------- |
| Datum                                                                      | Disziplin                                                                  | Erster Platz                                                               | Zweiter Platz                                                              | Dritter Platz                                                              |
| 27. November 2021                                                          | Sprint klassisch                                                           | Alessja Ruschenzewa                                                        | Natalja Matwejewa                                                          | Jewgenija Rudometowa                                                       |
| 28. November 2021                                                          | 10 km Freistil                                                             | Jewgenija Krupizkaja                                                       | Olga Scholudewa                                                            | Jelisaweta Schalaboda                                                      |
| 30. November 2021                                                          | Sprint Freistil                                                            | Jekaterina Smirnowa                                                        | Jelisaweta Bekischewa                                                      | Jelisaweta Schalaboda                                                      |
| 1. Dezember 2021                                                           | 10 km klassisch                                                            | Darja Neprjajewa                                                           | Alissa Schambalowa                                                         | Marija Guschtschina                                                        |

| 3. Eastern-Europe-Cup in Kirowo-Tschepezk, 18. bis 21. Dezember 2021 | 3. Eastern-Europe-Cup in Kirowo-Tschepezk, 18. bis 21. Dezember 2021 | 3. Eastern-Europe-Cup in Kirowo-Tschepezk, 18. bis 21. Dezember 2021 | 3. Eastern-Europe-Cup in Kirowo-Tschepezk, 18. bis 21. Dezember 2021 | 3. Eastern-Europe-Cup in Kirowo-Tschepezk, 18. bis 21. Dezember 2021 |
| -------------------------------------------------------------------- | -------------------------------------------------------------------- | -------------------------------------------------------------------- | -------------------------------------------------------------------- | -------------------------------------------------------------------- |
| Datum                                                                | Disziplin                                                            | Erster Platz                                                         | Zweiter Platz                                                        | Dritter Platz                                                        |
| 18. Dezember 2021                                                    | Sprint Freistil                                                      | Olga Kutscheruk                                                      | Natalja Matwejewa                                                    | Marija Dawydenkowa                                                   |
| 19. Dezember 2021                                                    | 10 km Freistil                                                       | Jekaterina Smirnowa                                                  | Olga Kutscheruk                                                      | Alissa Schambalowa                                                   |
| 21. Dezember 2021                                                    | 15 km klassisch                                                      | Jekaterina Smirnowa                                                  | Alissa Schambalowa                                                   | Marija Guschtschina                                                  |

| 4. Eastern-Europe-Cup in Minsk-Raubitschy, 4. bis 7. Januar 2022 | 4. Eastern-Europe-Cup in Minsk-Raubitschy, 4. bis 7. Januar 2022 | 4. Eastern-Europe-Cup in Minsk-Raubitschy, 4. bis 7. Januar 2022 | 4. Eastern-Europe-Cup in Minsk-Raubitschy, 4. bis 7. Januar 2022 | 4. Eastern-Europe-Cup in Minsk-Raubitschy, 4. bis 7. Januar 2022 |
| ---------------------------------------------------------------- | ---------------------------------------------------------------- | ---------------------------------------------------------------- | ---------------------------------------------------------------- | ---------------------------------------------------------------- |
| Datum                                                            | Disziplin                                                        | Erster Platz                                                     | Zweiter Platz                                                    | Dritter Platz                                                    |
| 4. Januar 2022                                                   | Sprint Freistil                                                  | Nastassja Kirylawa                                               | Alissa Schambalowa                                               | Hanna Karaljowa                                                  |
| 5. Januar 2022                                                   | 5 km klassisch                                                   | Nastassja Kirylawa                                               | Alissa Schambalowa                                               | Darja Rogosina                                                   |
| 7. Januar 2022                                                   | 15 km Freistil Massenstart                                       | Hanna Karaljowa                                                  | Alissa Schambalowa                                               | Darja Rogosina                                                   |

| 5. Eastern-Europe-Cup in Krasnogorsk, 11. bis 13. Februar 2022 | 5. Eastern-Europe-Cup in Krasnogorsk, 11. bis 13. Februar 2022 | 5. Eastern-Europe-Cup in Krasnogorsk, 11. bis 13. Februar 2022 | 5. Eastern-Europe-Cup in Krasnogorsk, 11. bis 13. Februar 2022 | 5. Eastern-Europe-Cup in Krasnogorsk, 11. bis 13. Februar 2022 |
| -------------------------------------------------------------- | -------------------------------------------------------------- | -------------------------------------------------------------- | -------------------------------------------------------------- | -------------------------------------------------------------- |
| Datum                                                          | Disziplin                                                      | Erster Platz                                                   | Zweiter Platz                                                  | Dritter Platz                                                  |
| 11. Februar 2022                                               | 10 km Freistil                                                 | Jekaterina Smirnowa                                            | Alissa Schambalowa                                             | Anastassija Dozenko                                            |
| 13. Februar 2022                                               | Sprint klassisch                                               | Diana Soboljowa                                                | Anastassija Dozenko                                            | Marija Dawydenkowa                                             |

| 6. Eastern-Europe-Cup in Tjumen, 23. bis 27. Februar 2022 | 6. Eastern-Europe-Cup in Tjumen, 23. bis 27. Februar 2022 | 6. Eastern-Europe-Cup in Tjumen, 23. bis 27. Februar 2022 | 6. Eastern-Europe-Cup in Tjumen, 23. bis 27. Februar 2022 | 6. Eastern-Europe-Cup in Tjumen, 23. bis 27. Februar 2022 |
| --------------------------------------------------------- | --------------------------------------------------------- | --------------------------------------------------------- | --------------------------------------------------------- | --------------------------------------------------------- |
| Datum                                                     | Disziplin                                                 | Erster Platz                                              | Zweiter Platz                                             | Dritter Platz                                             |
| 23. Februar 2022                                          | 10 km Freistil                                            | Jekaterina Smirnowa                                       | Alija Iksanowa                                            | Alissa Schambalowa                                        |
| 24. Februar 2022                                          | Sprint klassisch                                          | Anastassija Dozenko                                       | Diana Soboljowa                                           | Alissa Schambalowa                                        |
| 27. Februar 2022                                          | 15 km Skiathlon                                           | Alissa Schambalowa                                        | Swetlana Zaborskaja                                       | Alija Iksanowa                                            |

### Gesamtwertung Frauen
| Rang | Name                 | Punkte |
| ---- | -------------------- | ------ |
| 1.   | Jekaterina Smirnowa  | 971    |
| 2.   | Alissa Schambalowa   | 877    |
| 3.   | Darja Rogosina       | 522    |
| 4.   | Anastassija Dozenko  | 452    |
| 5.   | Natalja Matwejewa    | 265    |
| 6.   | Natalija Mekrjukowa  | 260    |
| 7.   | Jewgenija Rudometowa | 255    |
| 8.   | Maija Jakunina       | 254    |
| 9.   | Alessja Ruschenzewa  | 240    |
| 10.  | Olga Kutscheruk      | 239    |

| Rang | Name                  | Punkte |
| ---- | --------------------- | ------ |
| 11.  | Marija Guschtschina   | 230    |
| 12.  | Marija Dawydenkowa    | 220    |
| 13.  | Elmira Gajanowa       | 216    |
| 14.  | Larissa Rjassina      | 211    |
| 15.  | Hanna Karaljowa       | 205    |
| 16.  | Diana Soboljowa       | 204    |
| 17.  | Nastassja Kirylawa    | 200    |
| 17.  | Wiktorija Troschina   | 200    |
| 17.  | Anastassija Ignatjewa | 200    |
| 20.  | Ina Lukonina          | 190    |

| Rang | Name                   | Punkte |
| ---- | ---------------------- | ------ |
| 21.  | Darja Storoschilowa    | 185    |
| 22.  | Darja Neprjajewa       | 183    |
| 23.  | Xenija Schalygina      | 169    |
| 24.  | Alija Iksanowa         | 164    |
| 25.  | Aljona Baranowa        | 140    |
| 26.  | Jelisaweta Schalaboda  | 136    |
| 27.  | Jelisaweta Bekischewa  | 135    |
| 27.  | Walerija Dawydsenka    | 135    |
| 29.  | Swetlana Zaborskaja    | 121    |
| 30.  | Nadeschda Stepaschkina | 119    |